# Xuân Lập (phường)
Xuân Lập là một phường thuộc tỉnh Đồng Nai, Việt Nam.

## Địa lý
Phường Xuân Lập có vị trí địa lý:
- Phía đông giáp phường Long Khánh.
- Phía tây giáp xã Dầu Giây.
- Phía nam giáp phường Hàng Gòn và xã Xuân Quế.
- Phía bắc giáp phường Bình Lộc.

Phường có diện tích 29,19 km², dân số năm 2025 là 18.947 người, mật độ dân số đạt 649 người/km².

## Lịch sử
Sau năm 1975, Xuân Lập là một xã thuộc huyện Xuân Lộc.
Ngày 10 tháng 4 năm 1991, huyện Xuân Lộc được chia thành hai huyện Xuân Lộc và Long Khánh, xã Xuân Lập chuyển sang trực thuộc huyện Long Khánh.
Năm 1992, xã Xuân Lập được chia thành hai xã Xuân Lập và Xuân Thạnh. Đến năm 1994, xã Xuân Lập lại được chia thành 3 xã: Xuân Lập, Bàu Sen và Suối Tre.
Ngày 21 tháng 8 năm 2003, Chính phủ ban hành Nghị định số 97/2003/NĐ-CP. Theo đó, xã Xuân Lập trực thuộc thị xã Long Khánh mới thành lập.
Ngày 10 tháng 4 năm 2019, Ủy ban Thường vụ Quốc hội ban hành Nghị quyết số 673/NQ-UBTVQH14 (nghị quyết có hiệu lực từ ngày 1 tháng 6 năm 2019). Theo đó, thành lập phường Xuân Lập trên cơ sở toàn bộ 16,25 km² diện tích tự nhiên và 10.047 người của xã Xuân Lập, đồng thời chuyển thị xã Long Khánh thành thành phố Long Khánh thuộc tỉnh Đồng Nai.
Ngày 16 tháng 6 năm 2025, Ủy ban Thường vụ Quốc hội ban hành Nghị quyết số 1662/NQ-UBTVQH15 về việc sắp xếp các đơn vị hành chính cấp xã của tỉnh Đồng Nai năm 2025. Theo đó, sắp xếp toàn bộ diện tích tự nhiên, quy mô dân số của phường Bàu Sen và Xuân Lập thành phường mới có tên gọi là phường Xuân Lập.
Sau khi sáp nhập, phường Xuân Lập có 29,19 km² diện tích tự nhiên và dân số 18.947 người.

## Hành chính
Phường Xuân Lập được chia thành 2 khu phố: Phú Mỹ, Trung Tâm.